# Resolució 1925 del Consell de Seguretat de les Nacions Unides
La Resolució 1925 del Consell de Seguretat de les Nacions Unides fou adoptada per unanimitat el 28 de maig de 2010. Després de reafirmar les resolucions anteriors sobre la situació a la República Democràtica del Congo, el Consell va prorrogar el mandat de la Missió de les Nacions Unides a la República Democràtica del Congo (MONUC) fins al 30 de juny de 2010, va autoritzar un acord retirada de 2.000 efectius i va decidir que a partir de l'1 de juliol de 2010, la MONUC es coneixeria com la Missió d'Estabilització de l'Organització de les Nacions Unides a la República Democràtica del Congo (MONUSCO) amb un mandat fins al 30 de juny de 2011.
El president de la República Democràtica del Congo, Joseph Kabila, havia demanat que la força abandonés el país el 2011, però els grups de drets humans van advertir que una retirada sobtada provocaria més conflictes i inestabilitat.

## Resolució

### Observacions
En el preàmbul de la Resolució 1925, el Consell va prendre nota dels progressos realitzats a la República Democràtica del Congo durant els últims 15 anys i va destacar la responsabilitat del govern de la República Democràtica del Congo pel que fa al respecte dels drets humans, estat de dret i dret internacional humanitari, desarmament, desmobilització i reintegració de tropes congoleses i estrangeres. Hi havia importants problemes de seguretat a l'est del país, especialment a les regions de Kivu i Orientale. Davant de la situació a la regió dels Grans Llacs, el Consell va destacar el comerç il·lícit de recursos naturals i el tràfic d'armes com a factors importants que contribueixen als conflictes a la regió i que calia un major esforç regional per abordar el tema, incloses accions legals contra les Forces Democràtiques per a l'Alliberament de Ruanda (FDLR).
El Consell va donar suport als esforços del govern per finalitzar els plans d'eleccions locals, generals i presidencials. Hi havia inquietud sobre els efectes dels conflictes armats sobre la població civil, inclosos atacs específics, la violència sexual àmplia i l'ús de nens soldats. Va condemnar els atacs contra les forces de manteniment de la pau i el personal humanitari de les Nacions Unides i va acollir amb satisfacció els compromisos assumits pel govern de la República Democràtica del Congo per portar els responsables davant la justícia.

### Actes
El text de la resolució es va promulgar sota el Capítol VII de la Carta de les Nacions Unides, fent que les seves disposicions siguin legalment aplicables.
El Consell de Seguretat va ampliar el mandat de la MONUC i va canviar el nom a MONUSCO a partir de juliol de 2010. Va decidir que la MONUSCO comprenia un màxim de 19.815 militars, 760 observadors militars, 391 policies i 1.050 unitats de formació policial. Es va autoritzar la retirada de 2.000 efectius de les zones on la situació ho permetia; la retirada era més petita del que el govern congolès havia demanat. La força es concentraria principalment a l'est del país amb tres objectius principals:
(a) completar les operacions militars a les províncies de Kivus i Orientale;
(b) establir forces de seguretat per assumir el paper de MONUSCO i millorar la capacitat del Govern de la República Democràtica del Congo de protegir els civils;
(c) consolidar l'autoritat estatal en tot el territori.
El mandat de la MONUSCO va emfatitzar la protecció dels civils, les Nacions Unides i el personal humanitari, a més de completar operacions contra el FDLR, l'Exèrcit de Resistència del Senyor (LRA) i altres grups. També va incloure la reforma dels sistemes policials, militars, legals i judicials congolesos, preparatius per a eleccions i activitats de desminatge. Es va demanar a la MONUSCO que recollís informació sobre violacions dels drets humans i el dret internacional humanitari i que garantís un contacte regular amb la població civil sobre les seves activitats i mandat. El Consell també va exigir que la FDLR i l'LRA acabessin immediatament la violència contra la població, incloses la violació i l'abús sexual.
La resolució va concloure demanant tres informes del Secretari General de les Nacions Unides Ban Ki-moon, l'11 d'octubre de 2010 i el 21 de gener i el 13 de maig de 2011, relatius als esdeveniments sobre el terreny.